# Prealpi Comasche
Prealpi Comasche – to podgrupa Prealpi Luganesi, części Alp Zachodnich. Grupa ta leży na pograniczu Szwajcarii (kanton Ticino) i Włoch (region Lombardia). Najwyższym szczytem jest Pizzo di Gino, który osiąga wysokość (2245 m). Pasmo to graniczy z: grupą Adula na północy, Alpami Bergamskimi na wschodzie, Niziną Padańską na południu oraz z Prealpi Varesine na zachodzie.
Najwyższe szczyty:
- Pizzo di Gino - 2245 m,
- Camoghè - 2226 m,
- Monte Bregagno - 2107 m,
- Monte Generoso - 1701 m,
- Monte di Tremezzo - 1700 m,
- Monte Galbiga - 1698 m,
- Monte San Primo - 1685 m.